# Players Tour Championship 2012/2013 – Turniej 3
Players Tour Championship 2012/2013 – Turniej 3 − piąty turniej snookerowy wchodzący w skład cyklu Players Tour Championship w sezonie 2012/2013. Turniej ten rozegrany został w dniach 5-9 września 2012 w South West Snooker Academy w mieście Gloucester w Anglii.
W finale turnieju zwyciężył Rod Lawler, który pokonał Marco Fu 4−2.

## Nagrody i punkty rankingowe
Ta sekcja zostanie uzupełniona w najbliższym czasie

## Drabinka turniejowa
Ta sekcja zostanie uzupełniona w najbliższym czasie

## Finał
Ta sekcja zostanie uzupełniona w najbliższym czasie

## Breaki stupunktowe turnieju
Ta sekcja zostanie uzupełniona w najbliższym czasie